# Karl Philipp Stoll
Karl Philipp Stoll, auch Carl Philipp Stoll (* 3. April 1668 in Zittau; † 17. September 1741 ebd.), war Zittauer Stadtrichter und Bürgermeister.

## Biographie
Karl Philipp Stoll war der Sohn des Johann Philipp Stoll.
Im Jahr 1704 wurde Stoll seitens des Zittauer Rats zum neuen Bibliotheksvorsteher der Christian-Weise-Bibliothek gekürt. Er wirkte auf die architektonische Gestaltung des Bibliothekssaales bedeutenden Einfluss. Stoll machte sich um die Umwandlung des Franziskanerklosters in ein Armenhaus der Frauen, die Renovierung der Hospitalkirche St. Jakob im Jahr 1721 und das städtische Erscheinungsbild beispielsweise mit schönen Brunnen verdient. Stoll ist dank seinem Verdienst am damaligen Hospital bzw. der Hospitalkirche neben wenigen anderen Personen an einer zur Kirche gehörigen Gedenktafel verewigt. Des Weiteren bemühte er sich um die Entwicklung des Zittauer Gymnasiums.
Nach dem Kunsthistoriker Peter Knüvener verdankte die Stadt Zittau insbesondere Stoll und Johann Christian Nesen ihre Blüte im 18. Jahrhundert.

## Werk
- De facto defuncti ab herede praestando dissertationem. Zittau 1693. (Volltext)